# Bombardier CRJ700

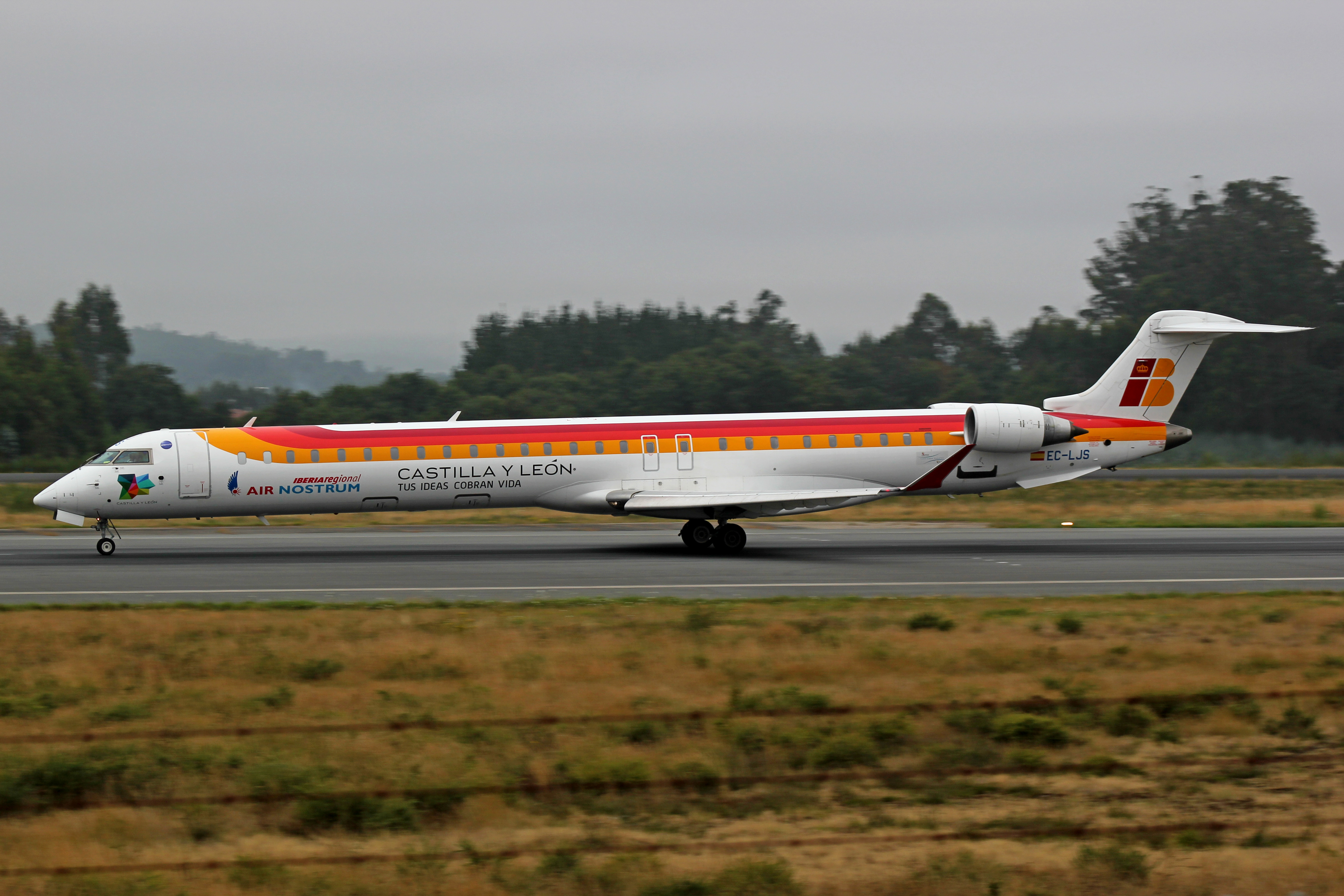
Letadlo CRJ1000 společnosti Air Nostrum (registrace EC-LJS) v roce 2016

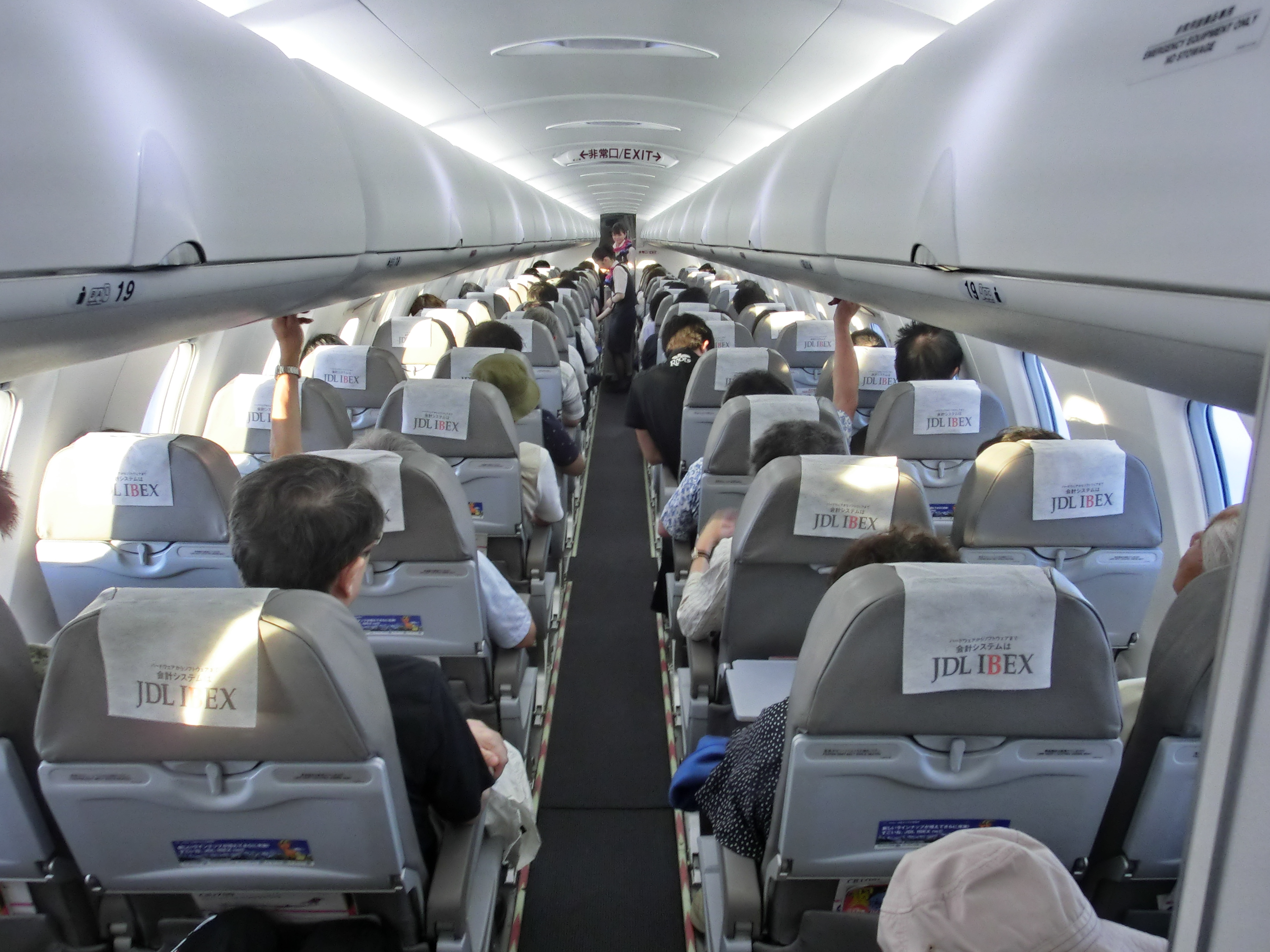
Interiér CRJ700, které má kapacitu až 86 pasažérů

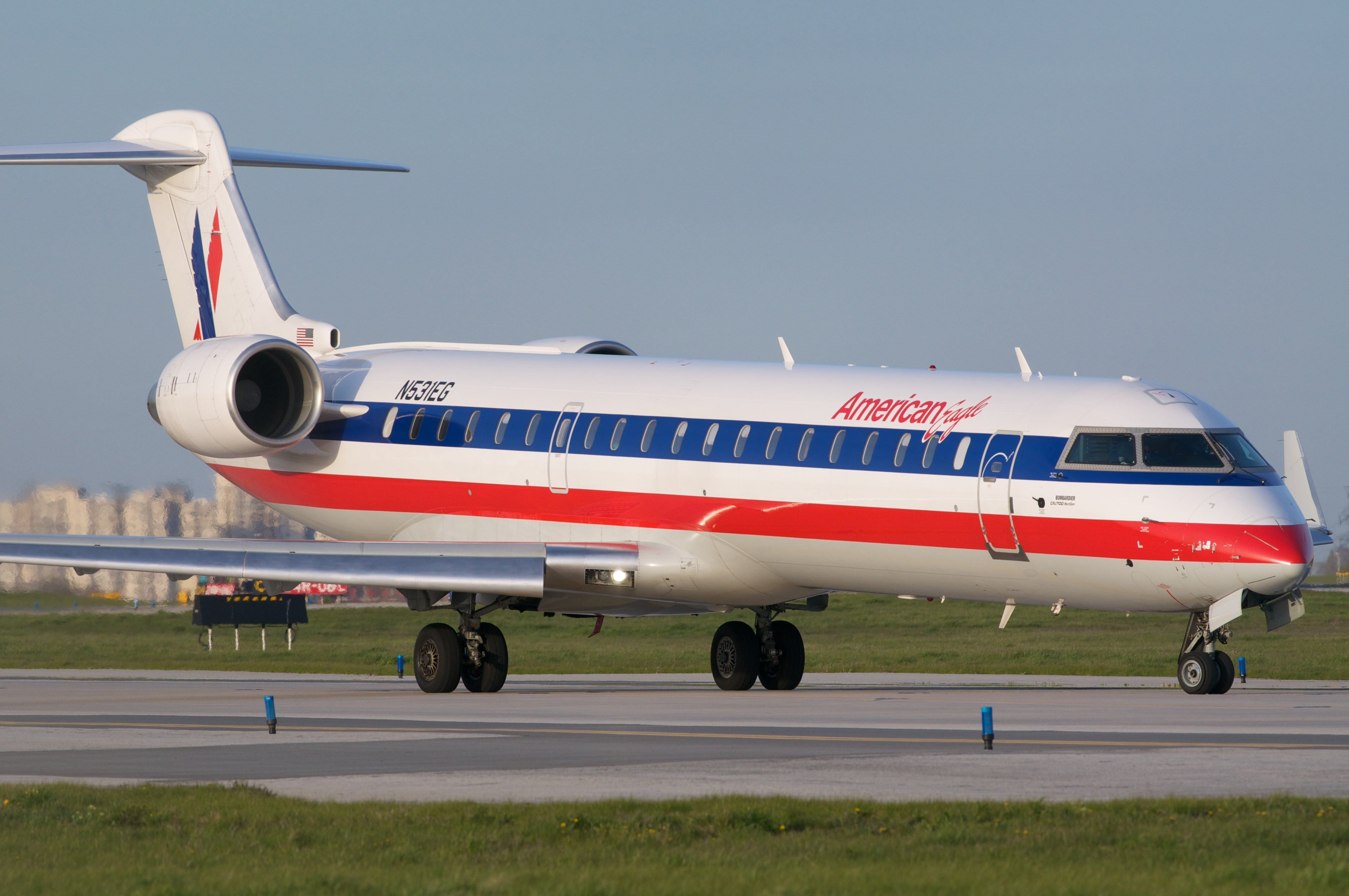
Letoun společnosti American Eagle CRJ700

Bombardier CRJ700, CRJ900 a CRJ1000 (původně označována CRJ-X) je „rodina" regionálních dvoumotorových dvouproudých dolnoplošních komerčních dopravních letadel vyráběných původně kanadskou společností Bombardier Aerospace. Jsou vyráběny a konstruovány v québecké výrobně, jedná se o prodlouženější verze staršího typu letadla Bombardier CRJ200, ten vychází ze soukromého typu letadla Bombardier Challenger 600. Oproti CRJ200 jsou verze CRJ700, 900 a 1000 delší, docílilo se toho přidáním nových trupových sekcí. Konstrukční práce na tomto typu letounu začaly v roce 1995, prototyp poprvé vzlétnul 27. května roku 1999, dodávky začaly v roce 2000.

## Verze

### CRJ700
Letadlo je prodlouženo oproti výchozímu typu CRJ200 o dvě nové trupové sekce (před a za křídly), které přidávají 4,72 metry délky. Výška samotného trupu je 1,89 metrů. V obvyklé konfiguraci je zde 86 míst. Je zde možnost prodlouženého doletu — CRJ700ER.

#### CRJ701
Pouze 70 míst s možností prodlouženého doletu.

#### CRJ702
72 nebo 78 míst s možností prodlouženého doletu.

#### CRJ700 NextGen
Vylepšená ekonomičtější verze s novou kabinou představená v roce 2007.

### CRJ900
Jedná se o prodlouženější verzi CRJ700 — o 3,89 metrů (tedy o 8,61 metrů delší než CRJ200). Je prodlouženo rozpětí křídel, vylepšená klimatizace, nové technologie. Úroveň podlahy v kabině byla snížena o 5 cm.

#### CRJ900 NextGen
Vylepšená ekonomičtější verze s novou kabinou představená v roce 2007.

### CRJ1000
Prodloužená verze typu CRJ700, Bombardier Aerospace začal s vývojem v roce 2007, původně pod názvem CRJ900X. První zákazníci byly letecké společnosti Air Nostrum a Brit Air, produkce počala v roku 2009, první let se konal v roce 2010. Maximální kapacita je 104 pasažérů.

## Nehody
- Let American Eagle 5342 – Dne 29. ledna 2025 se Bombardier CRJ 701ER aerolinií American Airlines při přistání na Ronald Reagan Washington National Airport srazil s vojenským vrtulníkem Sikorsky UH-60 Black Hawk. Trosky spadly do řeky Potomac. V letounu zemřelo všech 60 cestujících a 4 členové posádky.

- Let Delta Connection 4819 – Dne 17. února 2025 Bombardier CRJ900 společnosti Delta Air Lines havaroval a převrátil se při přistání na Pearsonově mezinárodním letišti Toronto. Z 80 lidí na palubě (76 cestujících a 4 členů posádky) bylo 21 zraněno.

## Specifikace

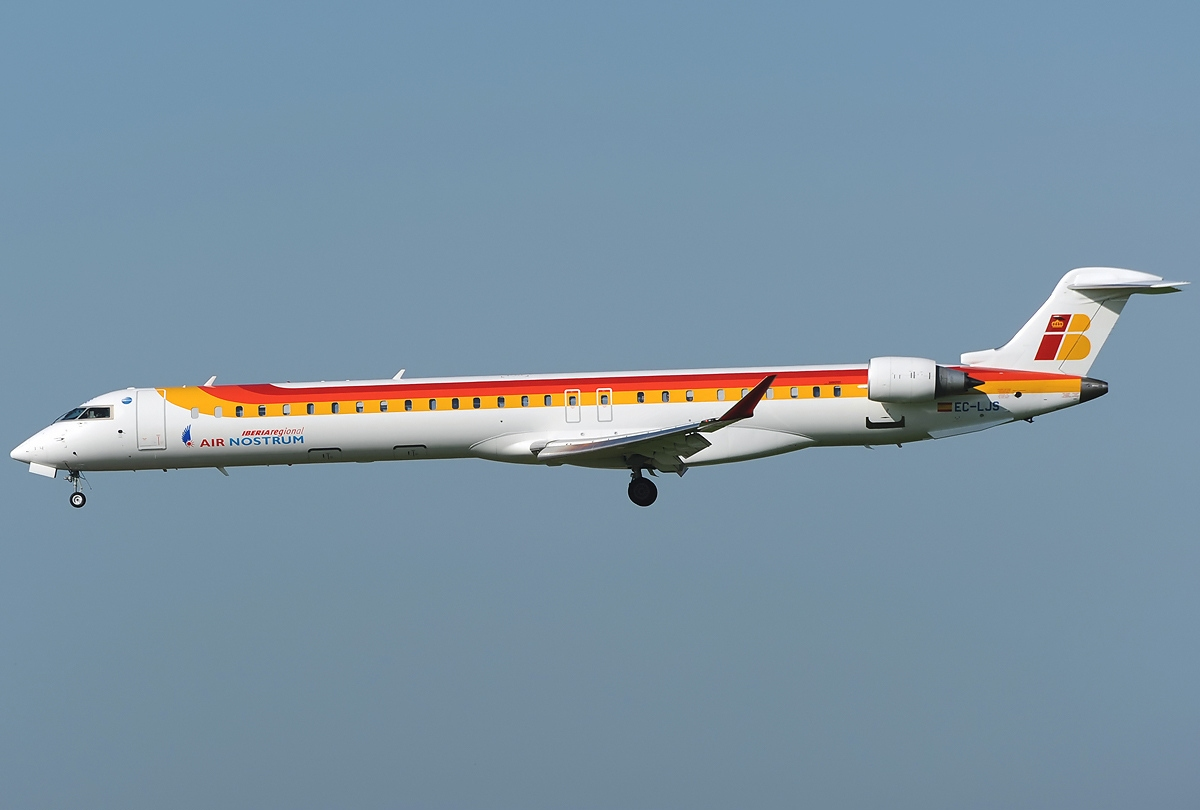
CRJ1000 zboku

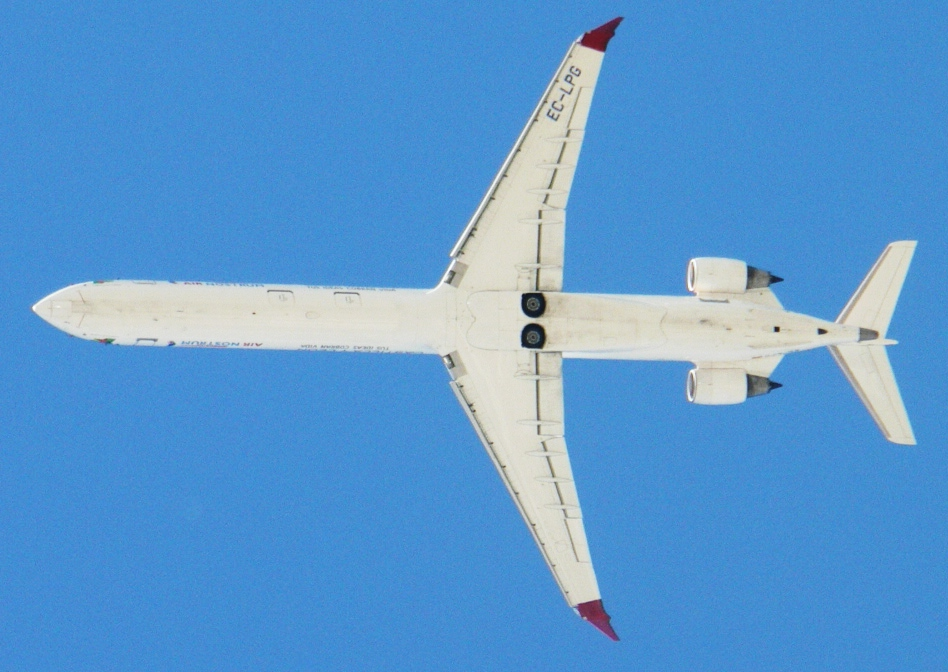
CRJ1000 zespodu

| Varianta                | CRJ700                                            | CRJ900                                            | CRJ1000                                           |
| ----------------------- | ------------------------------------------------- | ------------------------------------------------- | ------------------------------------------------- |
| Posádka v kokpitu       | 2                                                 | 2                                                 | 2                                                 |
| Posádka v kabině        | 2-3                                               | 2-3                                               | 2-3                                               |
| Kapacita sedadel        | 66 až 78                                          | 76 až 90                                          | 97 až 104                                         |
| Kapacita nákl. prostoru | 547 cu ft / 15,5 m3 5 375 lb / 2 438 kg           | 594 cu ft / 16,8 m3 6 075 lb / 2 756 kg           | 683 cu ft / 19,4 m3 7 180 lb / 3 257 kg           |
| Délka                   | 106 ft 1 in / 32.3 m                              | 118 ft 11 in / 36.2 m                             | 128 ft 5 in / 39.1 m                              |
| Výška                   | 24 ft 10 in / 7.6 m                               | 24 ft 7 in / 7.5 m                                | 24 ft 6 in / 7.5 m                                |
| Rozpětí                 | 76 ft 3 in / 23.2 m                               | 81 ft 7 in / 24.9 m                               | 85 ft 11 in / 26.2 m                              |
| Nosná plocha            | 760 sq ft / 70.6 m2                               | 765 sq ft / 71.1 m2                               | 833 sq ft / 77.4 m2                               |
| Trup                    | 8 ft 10 in / 2.7 m max. průměr                    | 8 ft 10 in / 2.7 m max. průměr                    | 8 ft 10 in / 2.7 m max. průměr                    |
| Kabina                  | 100.5 in / 2,55 m width × 74.4 in / 1,89 m height | 100.5 in / 2,55 m width × 74.4 in / 1,89 m height | 100.5 in / 2,55 m width × 74.4 in / 1,89 m height |
| MTOW                    | 75,000 lb / 34,019 kg (ER)                        | 84,500 lb / 38,330 kg (LR)                        | 91,800 lb / 41,640 kg (ER)                        |
| Operating empty         | 44 245 lb (20 069 kg)                             | 48 160 lb (21 845 kg)                             | 51 120 lb (23 188 kg)                             |
| Max. užitečné zatížení  | 18 055 lb / 8 190 kg                              | 22 590 lb / 10 247 kg (LR)                        | 26 380 lb / 11 966 kg                             |
| Max. paliva             | 19 595 lb / 8 888 kg                              | 19 595 lb / 8 888 kg                              | 19,450 lb / 8,822 kg                              |
| Motory (2x)             | GE CF34-8C5B1                                     | GE CF34-8C5                                       | GE CF34-8C5A1                                     |
| Tah (2x)                | 13,790 lbf / 61.3 kN                              | 14,510 lbf / 64.5 kN                              | 14,510 lbf / 64.5 kN                              |
| Max. rychlost           | 0,825 Mach (473 kn, 544 mph, 876 km/h)            | 0,82 Mach (470 kn, 541 mph, 871 km/h)             | 0,82 Mach (470 kn, 541 mph, 871 km/h)             |
| Dostup                  | 41 000 ft / 12 479 m                              | 41 000 ft / 12 479 m                              | 41 000 ft / 12 479 m                              |
| Cestovní rychlost       | Mach 0,78 (447 kn, 515 mph, 829 km/h)             | Mach 0,78 (447 kn, 515 mph, 829 km/h)             | Mach 0,78 (447 kn, 515 mph, 829 km/h)             |
| Dolet                   | 1 378 NM / 2 553 km (ER)                          | 1 553 NM / 2 876 km (LR)                          | 1 622 NM / 3 004 km (ER)                          |
| Délka vzletu            | 5 265 ft / 1 605 m (ER)                           | 6 360 ft / 1 939 m (LR)                           | 6,955 ft / 2 120 m (ER)                           |
| Délka přistání          | 5 040 ft / 1 536 m                                | 5 355 ft / 1 632 m                                | 5 740 ft / 1 750 m                                |